# ماریان مندت
ماریان مندت (به انگلیسی: Marianne Mendt) (زاده ۲۹ سپتامبر ۱۹۴۵) خواننده اتریشی است.
او نماینده اتریش در یوروویژن ۱۹۷۱ بود.